# 마쓰시타 요시키
마쓰시타 요시키(일본어: 松下 佳貴, 1994년 3월 3일 ~ )는 일본의 전 축구 선수이다.

## 구단 경력
그는 2015년부터 J리그의 비셀 고베, 베갈타 센다이에서 뛰었다.